# Nikola Prkosovački
Nikola Prkosovački (22 giugno 1998) è un giocatore di football americano serbo, che gioca nel ruolo di defensive lineman per i Bucharest Rebels.